# Reva Foos
Reva Foos (* 15. September 1993 in Esslingen) ist eine ehemalige deutsche Schwimmerin, die bei Schwimmeuropameisterschaften je eine Gold- und Bronzemedaille gewann.

## Karriere
Reva Foos schwamm 2013 erstmals im Weltcup mit. Bei den Kurzbahnweltmeisterschaften 2016 im kanadischen Windsor schied sie über 200 Meter und 400 Meter Freistil im Vorlauf aus. Die 4-mal-200-Meter-Freistilstaffel mit Annika Bruhn, Reva Foos, Marlene Hüther und Celine Rieder belegte den siebten Platz mit über sechs Sekunden Rückstand auf die Sechstplatzierten.
Nachdem Foos bei den Internationalen Deutschen Meisterschaften 2018 sowohl über 100 Meter als auch über 200 Meter Freistil Dritte geworden war, wurde sie ins Team für die Europameisterschaften in Glasgow berufen. In der 4-mal-200-Meter-Mixed-Freistilstaffel schwammen im Vorlauf Jacob Heidtmann, Marius Zobel, Reva Foos und Isabel Marie Gose die drittschnellste Zeit. Im Finale waren Heidtmann, Henning Mühlleitner, Foos und Annika Bruhn über sechseinhalb Sekunden schneller als die Vorlaufstaffel und siegten mit fast einer Sekunde Vorsprung vor dem russischen Team. Alle sechs beteiligten Deutschen erhielten eine Goldmedaille. Die 4-mal-100-Meter-Mixed-Freistilstaffel mit Damian Wierling, Christoph Fildebrandt, Reva Foos und Annika Bruhn erreichte den fünften Rang. Die 4-mal-100-Meter-Freistilstaffel mit Annika Bruhn, Reva Foos, Johanna Roas und Marie Pietruschka belegte den achten Platz. Über 200 Meter Freistil schied Foos im Halbfinale aus. Die 4-mal-200-Meter-Freistilstaffel mit Annika Bruhn, Isabel Marie Gose, Marie Pietruschka und Reva Foos schwamm die drittbeste Vorlaufzeit. Im Finale waren Bruhn, Sarah Köhler, Gose und Foos über acht Sekunden schneller und erkämpften die Bronzemedaille mit einer Zehntelsekunde Vorsprung vor den Französinnen.
Ende 2018 bei den Kurzbahnweltmeisterschaften 2018 in Hangzhou schied Foos bei ihren beiden Einzelstarts über 200 Meter und 400 Meter Freistil im Vorlauf aus. Die 4-mal-100-Meter-Freistilstaffel mit Annika Bruhn, Reva Foos, Jessica Steiger und Marie Pietruschka belegte den sechsten Platz. Die 4-mal-200-Meter-Freistilstaffel mit Annika Bruhn, Marie Pietruschka, Laura Riedemann und Reva Foos wurde Siebte und die 4-mal-50-Meter-Freistilstaffel mit Jessica Steiger, Marie Pietruschka, Annika Bruhn und Reva Foos wurde Achte.
2019 bei den Weltmeisterschaften in Gwangju erreichte die 4-mal-100-Meter-Freistilstaffel mit Jessica Steiger, Julia Mrozinski, Reva Foos und Annika Bruhn den achten Platz. Die 4-mal-200-Meter-Freistilstaffel mit Annika Bruhn, Marie Pietruschka, Isabel Marie Gose und Reva Foos schlug als Siebte an. Zwei Jahre später bei den Europameisterschaften 2021 in Budapest wurde Foos 13. im Halbfinale über 200 Meter Freistil, über 400 Meter Freistil schied sie als 21. im Vorlauf aus.
Reva Foos schwamm für die SSG Rödermark, den DSW 1912 Darmstadt und zuletzt für die Schwimmgemeinschaft Frankfurt. Sie hat ein Lehramtsstudium an der TU Darmstadt abgeschlossen.